# Oksana Jermakova
Oksana Ivanovna Jermakova (ryska: Оксана Ивановна Ермакова), född den 16 april 1973 i Tallinn, Estland, är en rysk fäktare som bland annat tog OS-guld i damernas lagtävling i värja i samband med de olympiska fäktningstävlingarna 2004 i Aten.